# Samuel Inkoom
Samuel Inkoom (* 1. června 1989) je ghanský profesionální fotbalista, který hraje na pozici obránce za klub Accra Hearts of Oak SC. V letech 2008 až 2015 odehrál 44 zápasů za ghanský národní tým, ve kterých vstřelil 1 gól. Hrál v týmech v 9 různých zemích, jmenovitě ve Švýcarsku, Ukrajině, Francii, Řecku, Spojených státech amerických, Portugalsku, Turecku, Bulharsku a naposledy v Gruzii.

## Klubová kariéra
Inkoom začal svou kariéru v Sekondi Hasaacas v rodné Ghaně. Později odešel do Asante Kotoko SC.
Dne 26. dubna 2009 bylo oznámeno, že Inkoom přestoupil za nezveřejněný poplatek z Asante Kotoko do FC Basilej ve švýcarské Super League a podepsal zde tříletou smlouvu. K prvnímu týmu Basileje se připojil během sezóny 2009/10 pod vedením hlavního trenéra Thorstena Finka. Po třech přátelských zápasech odehrál Inkoom svůj domácí ligový debut za klub ve venkovním zápase v Kybunparku 12. července 2009, kdy Basilej podlehla 0:2 St. Gallenu. Na konci sezóny 2009/10 vyhrál se svým klubem double. Vyhráli ligový titul s náskokem 3 bodů před druhým BSC Young Boys i Švýcarský pohár (finále 6:0 proti Lausanne-Sport).
Inkoom vstřelil svůj první ligový gól za Basilej 25. září 2010 ve venkovním zápase v Letzigrundu, když jeho tým vyhrál 4:1 nad rivalem z Curychu. Ve venkovním zápase skupinové fáze Ligy mistrů 2010/11 19. října 2010 vstřelil Inkoom gól, když Basilej vyhrála 3:1 nad AS Řím. Dne 24. ledna 2011 klub opustil. Během 18 měsíců v klubu odehrál Inkoom za Basilej celkem 74 zápasů, ve kterých vstřelil jen tyto dva góly. Celkem 42 z těchto zápasů bylo ve švýcarské Super League, tři ve švýcarském poháru, 19 v soutěžích UEFA (Liga mistrů a Evropská liga) a devět přátelských zápasů.
Inkoom se přesunul do FK Dnipro v Premjer-lize. Dne 30. října 2011 v ligovém utkání proti FK Karpaty Lvov obdržel žlutou kartu za to, že si sundal dres a opustil hřiště, když ho nahradil Jevhen Šachov. Pro Inkooma to byla druhá žlutá karta v zápase, dostal červenou kartu a Šachov nemohl nastoupit. Jeho tým i tak dokázal venkovní výhru 2:0 udržet.
V únoru 2013 Inkoom přestoupil do Bastie ve francouzské Ligue 1 na zbytek sezóny 2013/14. V následující sezóně se Inkoom opět přesunul na půlroční hostování, tentokrát v lednu 2014 do řeckého týmu Platanias.
V září 2014 Inkoom zadarmo odešel do D.C. United v Major League Soccer.
Dne 8. prosince 2014 byl Inkoom vyměněn do Houstonu Dynamo spolu s Joe Willisem za Andrewa Drivera a výběr ve čtvrtém kole superdraftu MLS 2016. S klubem však nepodepsal smlouvu.
Dne 11. června 2015 se Inkoom připojil k Boavistě v portugalské Primeira Lize a podepsal tříletou smlouvu.
Dne 6. ledna 2016 podepsal Inkoom smlouvu s tureckým Antalyasporem.
Dne 24. února 2017 přestoupil do bulharského klubu FK Vereya. Za tým debutoval 26. února 2017 v zápase bulharské první ligy proti Ludogorci Razgrad. Tým opustil v červnu, když mu vypršela smlouva. Dne 23. června 2017 zrušila bulharská fotbalová unie Inkoomovi trest na jeden rok poté, co FIFA oznámila, že způsobil škodu na nemovitosti v hodnotě 65 316 amerických dolarů, když hrál za D.C. United.

## Reprezentační kariéra
Inkoom je bývalý člen Black Satellites. S týmem hrál v roce 2009 na Africkém poháru do 20 let ve Rwandě. Tým se stal vítězem tohoto turnaje. Inkoom byl také součástí týmu, který vyhrál Mistrovství světa ve fotbale do 20 let 2009, když Ghana ve finále porazila Brazílii na penalty. Inkoom odehrál svůj první zápas za seniorský tým Black Stars 20. listopadu 2008 proti Tunisku.
Svůj první ostrý start za Ghanu si připsal 28. března 2009 v kvalifikaci na mistrovství světa proti Beninu. Ghana vyhrála 1:0. Inkoom býval členem Black Starlets. Byl v rozšířeném kádru pro Mistrovství světa do 17 let 2005 v Peru. V roce 2015 si zahrál na Africkém poháru národů doma v Ghaně a pomohl jim dostat se do finále, kde prohráli v penaltovém rozstřelu proti Pobřeží slonoviny.

## Úspěchy
Asante Kotoko
- Ghanská Premier League: 2007/08
- President's Cup: 2008
- SWAG Cup: 2008

Basel
- Švýcarská Super League: 2010
- Švýcarský pohár: 2010

Accra Hearts of Oak
- Ghanský FA Cup: 2022

Ghana U-20
- Africký pohár národů hráčů do 20 let: 2009
- Mistrovství světa ve fotbale hráčů do 20 let: 2009

Ghana
- Poražený finalista Afrického poháru národů: 2010, 2015